# Hoekman
Een hoekman was een fysieke of bedrijfsmatige tussenpersoon die op een beurs zorgde voor het samenbrengen van vraag en aanbod in een aantal hem/haar toegewezen beursfondsen. De hoekman zorgt op basis van de hem/haar bekende orders voor een zo goed mogelijk verloop van de handel, en zoekt die koers waarop vraag en aanbod zo veel mogelijk met elkaar in overeenstemming zijn. Voorts heeft de hoekman, of het hoekmansbedrijf, de verantwoordelijkheid om te zorgen voor een "ordelijk" koersverloop, wat inhoudt dat de hoekman eventueel zelf ook positie in fondsen kan innemen om al te grote schommelingen in de markt op te vangen. Bekende hoekmansbedrijven waren AOT en Van der Moolen.
Door het verdwijnen van de fysieke aandelenhandel op de beursvloer is de functie van hoekman in Amsterdam komen te vervallen. In illiquide fondsen maakt men nu op Euronext gebruik van liquidity providers.

## New York
In New York wordt er op de New York Stock Exchange nog wel gebruikgemaakt van hoekmannen. Deze worden daar specialists genoemd. In oktober 2003 speelde er een affaire. Veel hoekmansbedrijven waaronder het Nederlandse Van der Moolen worden beschuldigd van het ongeoorloofd innen van gelden door tussen aanbieder en vrager te gaan zitten in plaats van de twee direct te koppelen. Ook New York Stock Exchange gaat over op een systeem waar de meeste handel elektronisch zal gaan, zonder specialists.